# Five Treasure Box
A Five Treasure Box a dél-koreai F.T. Island együttes negyedik koreai nyelvű stúdióalbuma, melyet 2012. szeptember 10-én adott ki az FNC Entertainment és az Mnet Media. A lemezből egy hét alatt 30 000, egy hónap alatt 46 982 darab fogyott. az együttes tagjai aktívan részt vettek a zenei munkálatokban. Az albumon öt olyan dal is szerepel, ami korábban kiadott japán dalaik koreai változata.

## Számlista
| 1.    | 좋겠어 Csokhesszo (Jokesseo) (I Wish)                                                                                     | Han Szongo (Han Seong-ho)                                    | Kim Dohun                                                              | 3:41 |
| 2.    | 너의 말 Noi mal (Neoeui Mal) (Your Words)                                                                                 | Kim Dzsejang (Kim Jae-yang)                                  | Cson Gunhva (Jeon Geun-hwa), Han Szunghun (Han Seung-hun)              | 4:44 |
| 3.    | Stay with Me | I Honggi (Lee Hong-gi), Han Szunghun (Han Seung-hun)         | Han Szunghun (Han Seung-hun)                                           | 3:04 |
| 4.    | U (All I Want Is You) | Kim Dzsejang (Kim Jae-yang)                                  | Cshö Dzsonghun (Choi Jong-hoon), Han Szunghun (Han Seung-hun)          | 3:15 |
| 5.    | 보내주자... Ponedzsudzsa (Bonaejuja...) (Let Her Go...)                                                                   | Han Szongo (Han Seong-ho)                                    | Han Szunghun (Han Seung-hun)                                           | 3:44 |
| 6.    | Paper Plane | Kim Dzsejang (Kim Jae-yang), I Dzsedzsin (Lee Jae-jin)       | I Dzsedzsin (Lee Jae-jin), Corin                                       | 4:01 |
| 7.    | 세상 끝나지 않는 노래 Szeszang kkunnadzsi annun nore (Sesang Kkeutnaji Anneun Norae) (Wanna Go (World Does Not End Song)) | I Dzsedzsin (Lee Jae-jin)                                    | Szong Szunghjon (Song Seung-hyun), Cshö Minhvan (Choi Min-hwan), Corin | 3:26 |
| 8.    | Life | I Honggi (Lee Hong-gi)                                       | Cshö Dzsonghun (Choi Jong-hoon)                                        | 3:38 |
| 9.    | 그 길 Ku kil (Geu Gil) (Compass (The Way))                                                                                | I Honggi (Lee Hong-gi)                                       | Szong Szunghjon (Song Seung-hyun), Cshö Minhvan (Choi Min-hwan)        | 3:45 |
| 10.   | Let It Go! | Kim Dzsejang (Kim Jae-yang), Cshö Dzsonghun (Choi Jong-hoon) | Cshö Dzsonghun (Choi Jong-hoon), Corin                                 | 3:38 |
| 36:50 | |                                                              |                                                                        |      |